# Gerard Cruys
Gerard Cruys, pseudoniem van Gerard Kruisman (Wervershoof, 2 maart 1944), is een Nederlands vertaler van Russische, Deense en Noorse literatuur. Kruisman ontleende zijn pseudoniem aan de Noors-Nederlandse zeeman Cornelis Cruys, die in dienst was van de Russische marine onder tsaar Peter de Grote.

## Levensloop
Door de vroege dood van zijn vader ging Gerard Kruisman naar het kleinseminarie Hageveld in Heemstede. Daarna verbleef hij nog een jaar op het grootseminarie in Warmond. Op het seminarie las Kruisman de roman Misdaad en straf van Fjodor Dostojevski, waardoor hij Russisch wilde leren. Na zijn diensttijd ging hij Slavische Talen studeren aan de Universiteit van Amsterdam, met als bijvak vertaalwetenschap. 
Kruisman debuteerde al in het tweede jaar van zijn studie. Samen met twee studiegenoten vertaalde hij, onder het pseudoniem E.L. Duret, de memoires van de dochter van Stalin, die in 1967 verschenen. Zijn tweede vertaling was de roman Jama van Aleksandr Koeprin, die in 1970 verscheen onder de titel De kuil. Ook deze vertaling maakte hij met een studiegenoot, Jaap Hoepelman. Met deze zelfde studiegenoot publiceerde hij ook een vertaling van een erotische roman van de onbekende auteur Vlas Tenin. Ook deze vertaling verscheen, net als zijn eerste, onder pseudoniem.
Door de ontmoeting met zijn latere Deense vrouw, begon Kruisman zich ook op vertalingen van Deense literatuur te richten, onder andere van een roman van Suzanne Brøgger, Fri os fra kærligheden, die verscheen onder de titel Verlos ons van de liefde. In 1976 vestigden Kruisman en zijn vrouw zich in Denemarken.
In de loop der jaren vertaalde Kruisman vele werken van Vladimir Vojnovitsj, Vladimir Makanin en Michaïl Sjisjkin. Deense auteurs van wie hij meerdere romans vertaalde zijn Suzanne Brøgger, Peter Høeg en Jens Christian Grøndahl. Ook vertaalde hij enkele werken uit het Nederlands naar het Deens, onder andere Multatuli's Max Havelaar (samen met de Deense Grete Bentsen).

## Prijs
In 1981 ontving Kruisman voor zijn vertalingen de Aleida Schot-prijs.
- Digitale Bibliotheek voor de Nederlandse Letteren: krui007
- International Standard Name Identifier: 0000 0003 6916 8496
- Library of Congress Control Number: no2020048960
- Nederlandse Thesaurus van Auteursnamen: 068881967
- Virtual International Authority File: 280975079